# Dorthe Emilie Røssell
Dorthe Emilie Røssell (født 12. januar 1934) er en dansk forfatter og under dæknavnene Dunte og Jumbo medlem af modstandsbevægelsen under 2. verdenskrig.
Da Danmark blev besat var hun seks år og hjalp under krigen sin far i modstandskampen i gruppen "Studenternes Efterretningstjeneste". Hun var blandt andet med til at dele illegale blade ud. Hun transporterede dem i sin dukkevogn. Hun voksede op i en lejlighed på Østerbro, hvor der både blev trykt illegale blade, gemt jøder og opbevaret våben. I familiens sommerhus i Hjortekær prøvede hun også at skyde med en Parabellum-pistol.
Da hun var ti år, blev hendes forældre og nogle af gæsterne anholdt af Gestapo under en sammenkomst Sankt Hans aften i deres sommerhus. De var stukket af en, der skulle have deltaget i sammenkomsten. Blandt Gestapofolkene var Ib Birkedal Hansen, der på et spørgsmål fra hende om, hvornår hendes far kom hjem igen, svarede "Hvis han ikke er kommet hjem inden for en time, har jeg stillet ham op ad en mur og skudt ham". Under sit fængselsophold forsøgte moderen at begå selvmord.
Dagen efter mødtes hun og Birkedal Hansen igen. Denne gang i Shellhuset, hvor Birkedal Hansen havde bedt hende komme under påskud at hendes far ville tale med hende, men i virkeligheden ville han under trusler om at skyde både hende og faderen, forhøre hende om, hvad hun vidste, men hun nægtede at svare. Efter syv timers forhør blev hun lukket ud igen. Men inden da så hun, at hendes far blev tortureret med en pisk. Faderen blev først sendt til Frøslevlejren og dernæst til kz-lejren Neuengamme og kom hjem i maj 1945.
Til sin konfirmation tre år efter befrielsen modtog hun frihedskæmpernes blå, røde og hvide armbind af repræsentanter fra Studenternes Efterretningstjeneste.
Da hun så sin far efter befrielsen, lovede hun ham ikke at fortælle nogen om deres oplevelser under krigen. Dette løfte holdt i 60 år. Hverken hendes ægtemand gennem 44 år eller hendes søn fik noget at vide. Hun brød først sit løfte, da Peter Øvig Knudsen i forbindelse med en bog om Ib Birkedal Hansen havde skrevet om hendes far, og derfor opfordrede hende til at skrive om sine oplevelser under besættelsen. Det gjorde hun i bogen Jeg brød et løfte.